# Challenger de Tallahassee 2022
El torneo Tallahassee Tennis Challenger 2022 fue un torneo de tenis perteneció al ATP Challenger Tour 2022 en la categoría Challenger 80. Se trató de la 22.ª edición, el torneo tuvo lugar en la ciudad de Tallahassee (Estados Unidos), desde el 18 hasta el 24 de abril de 2022 sobre pista de tierra batida al aire libre.

## Jugadores participantes del cuadro de individuales
| Favorito | País                      | Jugador                 | Rank1 | Posición en el torneo |
| -------- | ------------------------- | ----------------------- | ----- | --------------------- |
| 1        | Bandera de Argentina      | Tomás Martín Etcheverry | 95    | Segunda ronda         |
| 2        | Bandera de Estados Unidos | Steve Johnson           | 107   | Primera ronda         |
| 3        | Bandera de Colombia       | Daniel Elahi Galán      | 128   | Semifinales           |
| 4        | Bandera de Ecuador        | Emilio Gómez            | 131   | Segunda ronda         |
| 5        | Bandera de Chile          | Tomás Barrios           | 144   | Segunda ronda         |
| 6        | Bandera de Estados Unidos | Jeffrey John Wolf       | 179   | Cuartos de final      |
| 7        | Bandera de Estados Unidos | Mitchell Krueger        | 153   | Segunda ronda, retiro |
| 8        | Bandera de Estados Unidos | Tennys Sandgren         | 165   | Primera ronda         |

- 1 Se ha tomado en cuenta el ranking del 11 de abril de 2022.

### Otros participantes
Los siguientes jugadores recibieron una invitación (wild card), por lo tanto ingresan directamente al cuadro principal (WC):
- Aleksandar Kovacevic
- Alex Rybakov
- Antoine Cornut Chauvinc

Los siguientes jugadores ingresan al cuadro principal tras disputar el cuadro clasificatorio (Q):
- Gijs Brouwer
- Daniel Dutra da Silva
- Arthur Fils
- Christian Langmo
- Jonathan Mridha
- Mikael Torpegaard

## Campeones

### Individual Masculino
- Wu Tung-lin derrotó en la final a  Michael Mmoh, 6–3, 6–4

### Dobles Masculino
- Gijs Brouwer /  Christian Harrison derrotaron en la final a  Diego Hidalgo /  Cristian Rodríguez, 4–6, 7–5, [10–6]